# Nguyễn Lân Trung

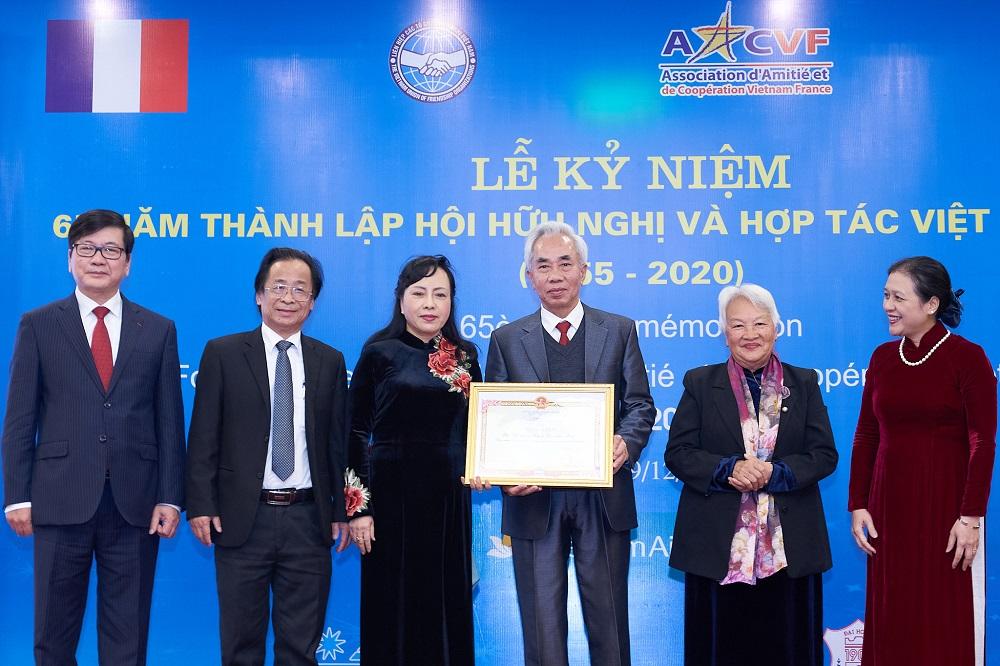
Nguyễn Lân Trung (thứ 2 từ trái sang), tháng 12 năm 2020 tại Hà Nội

Nguyễn Lân Trung (sinh năm 1953) là Phó Giáo sư, Tiến sĩ, nguyên Phó Chủ tịch Liên đoàn Bóng đá Việt Nam VFF, hiện đang là Phó Hiệu trưởng Trường Đại học Ngoại ngữ, Đại học Quốc gia Hà Nội.. Ông là con trai thứ tám của Nhà giáo Nhân dân Nguyễn Lân.

## Thân thế sự nghiệp

Nguyễn Lân Trung trong hội thảo của Hội khoa học và chuyên gia Việt Nam tại nước ngoài (AVSE), tháng 4 năm 2018 tại Hà Nội

- Ông quê tại huyện Mỹ Hào, tỉnh Hưng Yên
- Năm 1969, ông học tại trường THPT Chuyên Ngoại ngữ thuộc Đại học Ngoại ngữ-Đại học Quốc gia Hà Nội khóa đầu tiên.[4]
- Năm 2001, ông là ủy viên Ban chấp hành Liên đoàn Bóng đá Việt Nam[5]
- Năm 2009, ông là Phó Chủ tịch phụ trách truyền thông đối ngoại của Liên đoàn Bóng đá Việt Nam[5]
- Năm 2010, ông đảm nhiệm 7 vị trí khác nhau cùng 1 lúc như: Phó hiệu trưởng Trường ĐHNN - ĐHQG Hà Nội, Phó Chủ tịch phụ trách Truyền thông & Đối ngoại VFF, Phó Chủ tịch Hội các nhà ngôn ngữ học Việt Nam, Tổng Thư ký Hội liên lạc với người Việt Nam ở nước ngoài, Phó Chủ tịch kiêm Tổng Thư ký Hội hữu nghị Việt – Pháp, Ủy viên Đoàn chủ tịch Hội Liên hiệp Thanh niên VN, Ủy viên BCH Hội chữ thập đỏ VN.[6]
- Năm 2013, ông thôi giữ chức Phó Chủ tịch Liên đoàn Bóng đá Việt Nam.

## Bê bối ăn mừng 2018
Đầu năm 2018, sau chiến tích của đội tuyển U23 Việt Nam tại giải vô địch U23 Châu Á, khi đội tuyển đi xe buýt 2 tầng ăn mừng thì hình ảnh ông Nguyễn Lân Trung, lúc đó là thành viên ban đối ngoại VFF, giơ tay ăn mừng, vẫy chào các CĐV ở vị trí chính diện của chiếc xe buýt đang diễu hành đã nhận sự chỉ trích của nhiều người hâm mộ.
Ông còn quấn Quốc kỳ Việt Nam (đúng ra là áo màu đỏ, có ngôi sao vàng) ngang hông sang Malaysia cổ vũ bóng đá, chụp ảnh gần ông Lê Khánh Hải gây bức xúc.